# Topologia traça
Sigui {\displaystyle (X,{\mathcal {T}})\,} un espai topològic, i {\displaystyle Y\subset X}. Es defineix la  topologia traça  (també topologia de subespai o topologia induïda) sobre {\displaystyle Y}, com la topologia menys fina que fa contínua a la injecció canònica: {\displaystyle i:Y\longrightarrow X}, tal que {\displaystyle i(y)=y,\forall y\in Y}. Es denota per {\displaystyle {\mathcal {T}}|_{Y}}, i es prova que {\displaystyle {\mathcal {T}}|_{Y}=\{Y\cap A:A\in {\mathcal {T}}\}}. A més a més, si l'aplicació {\displaystyle i:Y\hookrightarrow X} és oberta, es diu que {\displaystyle Y} és un subespai obert, i que {\displaystyle Y} és un subespai tancat si {\displaystyle i:Y\hookrightarrow X} és tancada.

## Exemples
- La topologia traça de {\displaystyle \mathbb {N} } com a subespai de {\displaystyle \mathbb {R} } amb la topologia ordinària és la topologia discreta.

## Propietats
Propietats de la topologia traça sobre un subespai {\displaystyle Y\subseteq X}:
- Un conjunt {\displaystyle U'\subseteq Y} és obert en la topologia {\displaystyle {\mathcal {T}}|_{Y}} si, i només si, existeix un obert {\displaystyle U\in {\mathcal {T}}} tal que {\displaystyle U'=Y\cap U}.
- Un conjunt {\displaystyle U'\subseteq Y} és tancat en la topologia {\displaystyle {\mathcal {T}}|_{Y}} si, i només si, existeix un tancat {\displaystyle U} de {\displaystyle X} tal que {\displaystyle U'=Y\cap U}.
- Si {\displaystyle B\subseteq Y\subseteq X}, llavors {\displaystyle {\mathcal {T}}|_{B}=({\mathcal {T}}|_{Y})|_{B}}.
- Si {\displaystyle Y} és un subespai obert de {\displaystyle X}, un conjunt {\displaystyle U'\subseteq Y} és obert en {\displaystyle Y} si, i només si, és obert en {\displaystyle X}.
- Si {\displaystyle Y} és un subespai tancat de {\displaystyle X}, un conjunt {\displaystyle U'\subseteq Y} és tancat en {\displaystyle Y} si, i només si, és tancat en {\displaystyle X}.

## Propietats hereditàries
Una propietat topològica {\displaystyle {\mathcal {P}}} es diu que és hereditària si els subespais d'un espai topològic que cumpleix {\displaystyle {\mathcal {P}}} també cumpleixen {\displaystyle {\mathcal {P}}}.
Exemples de propietats que són hereditàries:
- Els axiomes de separació T0, T1 i T₂ (Hausdorff).
- El primer i segon axioma de numerabilitat.
- Ser metritzable.

La compacitat i la propietat de ser normal són exemples de propietats que no són hereditàries. Els subespais oberts hereden la separabilitat i els subespais tancats hereden la propietat de ser de Lindelöf.